# Jinmenju

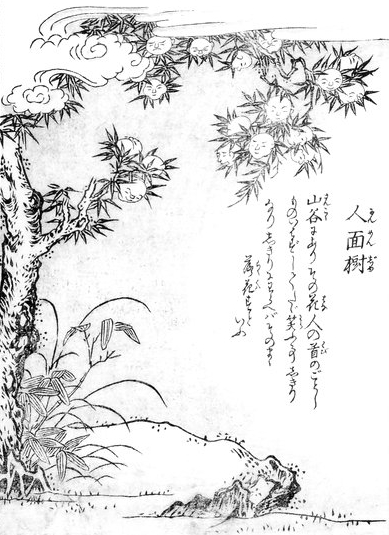
Le jinmenju tel que représenté par Toriyama Sekien

Le jinmenju ou ninmenju (人面樹, « arbre à visage humain ») est un arbre étrange illustré par Toriyama Sekien dans son Konjaku hyakki shūi

## Description dans le folklore
La légende veut que l'arbre grandit « dans des vallées de montagne reculées en Chine ».
Les fruits du jinmenju semblent être des « têtes humaines ». Les visages sont « toujours souriants ou riants, même comme ils tombent de leur branche ».

## Dans la fiction
Le Pokémon Noadkoko trouve ses inspirations dans le Jinmenju

## Source de la traduction
- (en) Cet article est partiellement ou en totalité issu de l’article de Wikipédia en anglais intitulé « Jinmenju » (voir la liste des auteurs).